# Pirometal·lúrgia
La pirometal·lúrgia és una branca de la metal·lúrgia extractiva. Consisteix en el tractament tèrmic dels minerals metal·lúrgics i concentrats per aconseguir les transformacions físiques i químiques dels materials per permetre la recuperació de metalls valuosos. El tractament pirometal·lúrgic pot produir productes vendibles, com metalls purs o compostos intermedis o aliatges, com a aliment adequat per al seu posterior processament. Exemples d'elements extrets per processos pirometal·lúrgics són els òxids dels elements menys reactius com el ferro, coure, zinc, crom, estany, manganès.
La majoria dels processos pirometal·lúrgics requereixen aportació d'energia per mantenir la temperatura a la qual el procés es porta a terme. L'energia es proporciona generalment en forma de combustibles fòssils, la reacció exotèrmica del material, o de la calor elèctrica. Quan el material és prou present en l'alimentació per mantenir la temperatura del procés únicament per la reacció exotèrmica (és a dir, sense l'addició de combustible o de la calor elèctrica), el procés es diu que és "autòleg". Els processos pirometal·lúrgics són generalment agrupats en una o més de les següents categories:
- Assecat
- Calcinació
- Rostit
- Fosa
- Refinació